# Cornova
Cornova je recenzovaný odborný časopis se zaměřením na výzkum 18. století s důrazem na střední Evropu v širším kontextu. Časopis publikuje texty v češtině, angličtině, němčině a francouzštině s abstrakty v angličtině. Je vydávaný dvakrát ročně Českou společností pro výzkum osmnáctého století[nedostupný zdroj] (ČSVOS, členem International Society for Eighteenth-Century Studies) ve spolupráci s Ústavem pro českou literaturu Akademie věd České republiky. Od roku 2015 byl časopis zařazen do seznamu recenzovaných neimpaktovaných periodik vydávaných v České republice, který sestavovala RVVI. Je evidován v mezinárodních seznamech DOAJ, Sherpa/Romeo, ERIH PLUS i v mezinárodní databázi Scopus.
Cílem časopisu je zveřejnit metodicky propracované studie založené na původním výzkumu a dotýkající se aktuálních otázek bádání o 18. století a podporovat jejich teoretickou reflexi ve středoevropském kontextu.
Časopis vychází jak v tisku (členové ČSVOS ho dostávají zdarma) tak elektronicky v režimu open access. Je volně dostupný prostřednictvím Digitální knihovny AV ČR.
Od založení r. 2011 až do ročníku 2014 vydávala ČSVOS časopis spolu s Filozofickou fakultou Univerzity Karlovy, na ročníku 2015 se podílela Filozofická fakulta Univerzity Pardubice. Od ročníku 2016 vychází časopis s finanční podporou Akademie věd České republiky.
Předsedkyně redakční rady byla v letech 2011 až 2016 Daniela Tinková, jako její nástupce byl zvolen Michael Wögerbauer, jako jejich zástupce se na fungování časopisu podílí Marc Niubo. Výkonným redaktorem byl do roku 2021 Josef Táborský, od roku 2022 tuto funkci převzala Markéta Kittlová.